# Soh Jaipil
Soh Jaipil (em coreano: 서재필; hanja: 徐載弼; Boseong, 7 de janeiro de 1864 — Filadélfia, 5 de janeiro de 1951), também conhecido como Philip Jaisohn, foi um ativista político e médico e um notável campeão do movimento de independência da Coreia, o primeiro cidadão coreano naturalizado dos Estados Unidos e fundador do Tongnip Sinmun, o primeiro jornal coreano em hangul.
Soh foi um dos organizadores do fracassado golpe de Estado de Gapsin em 1884 e foi condenado por traição, buscando refúgio nos Estados Unidos, onde se tornou cidadão e obteve um doutorado em medicina. Soh retornou à Coreia em 1895, tornando-se conselheiro principal do governo Joseon, onde defendia a democracia, deixando a esfera de influência chinesa e numerosos movimentos de direitos civis e sufrágio. Soh foi forçado a voltar para os Estados Unidos em 1898, de onde participou do Primeiro Congresso Coreano e defendeu o Movimento Primeiro de Março e o apoio do Governo dos EUA à independência da Coreia. Soh tornou-se conselheiro-chefe do governo militar do Exército dos Estados Unidos na Coreia após a Segunda Guerra Mundial e foi eleito representante interino na Coreia do Sul nas eleições legislativas de 1946. Soh morreu em 1951, pouco depois de retornar aos Estados Unidos durante a Guerra da Coreia e em 1994 seus restos mortais foram enterrados no Cemitério Nacional da Coreia do Sul, em Seul.